# New Castle County
Das New Castle County ist das nördlichste und das bevölkerungsreichste der drei Countys des US-amerikanischen Bundesstaates Delaware. Bei der Volkszählung im Jahr 2020 hatte das County 570.719 Einwohner und eine Bevölkerungsdichte von 517 Einwohnern pro Quadratkilometer. Der Verwaltungssitz (County Seat) ist Wilmington.
Das County ist Bestandteil der Metropolregion Philadelphia-Camden-Wilmington (auch Metropolregion Delaware Valley genannt), die sich über die vier Bundesstaaten Delaware, Maryland, New Jersey und Pennsylvania erstreckt.

## Geographie

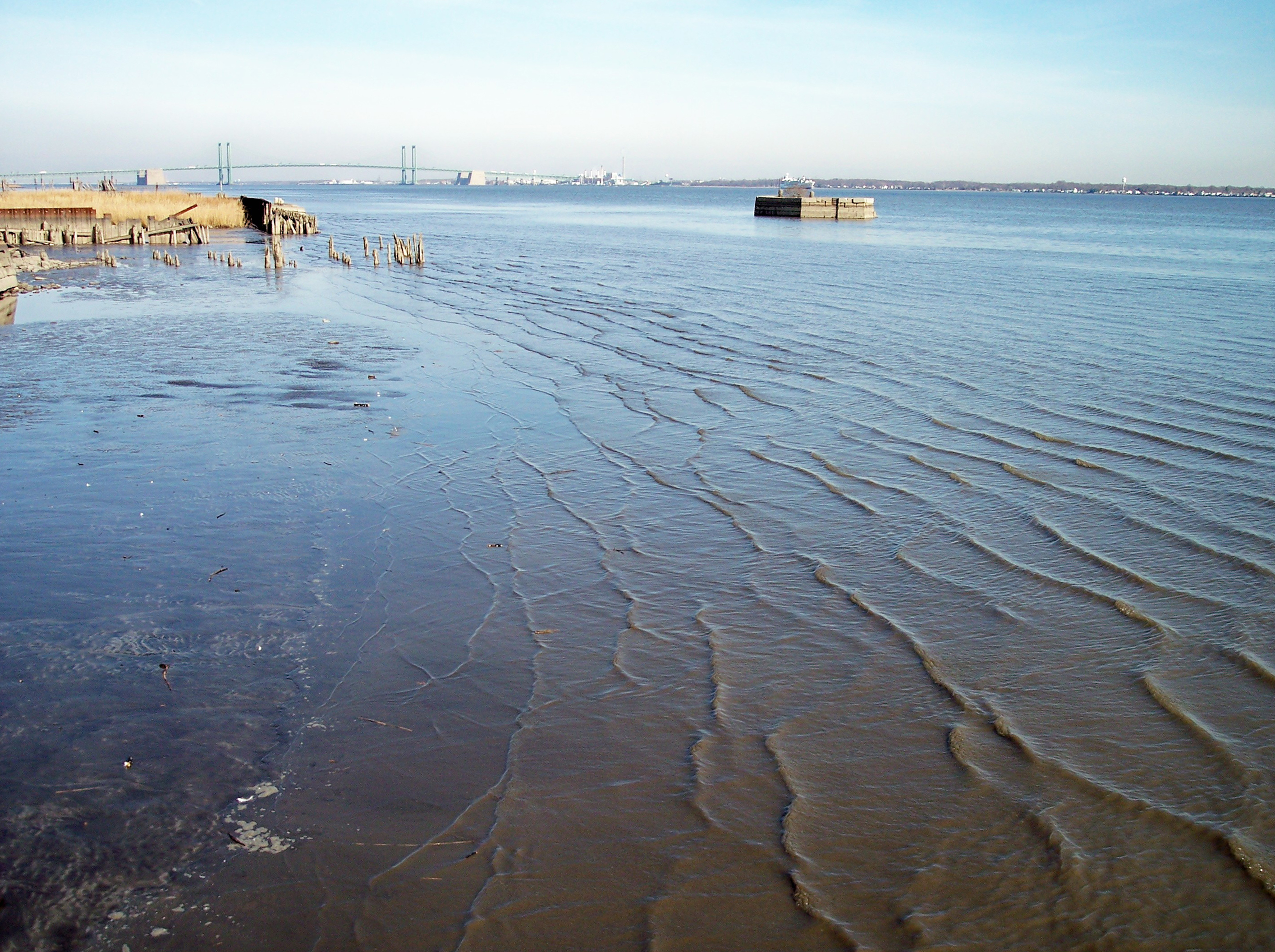
Der Delaware River bei New Castle

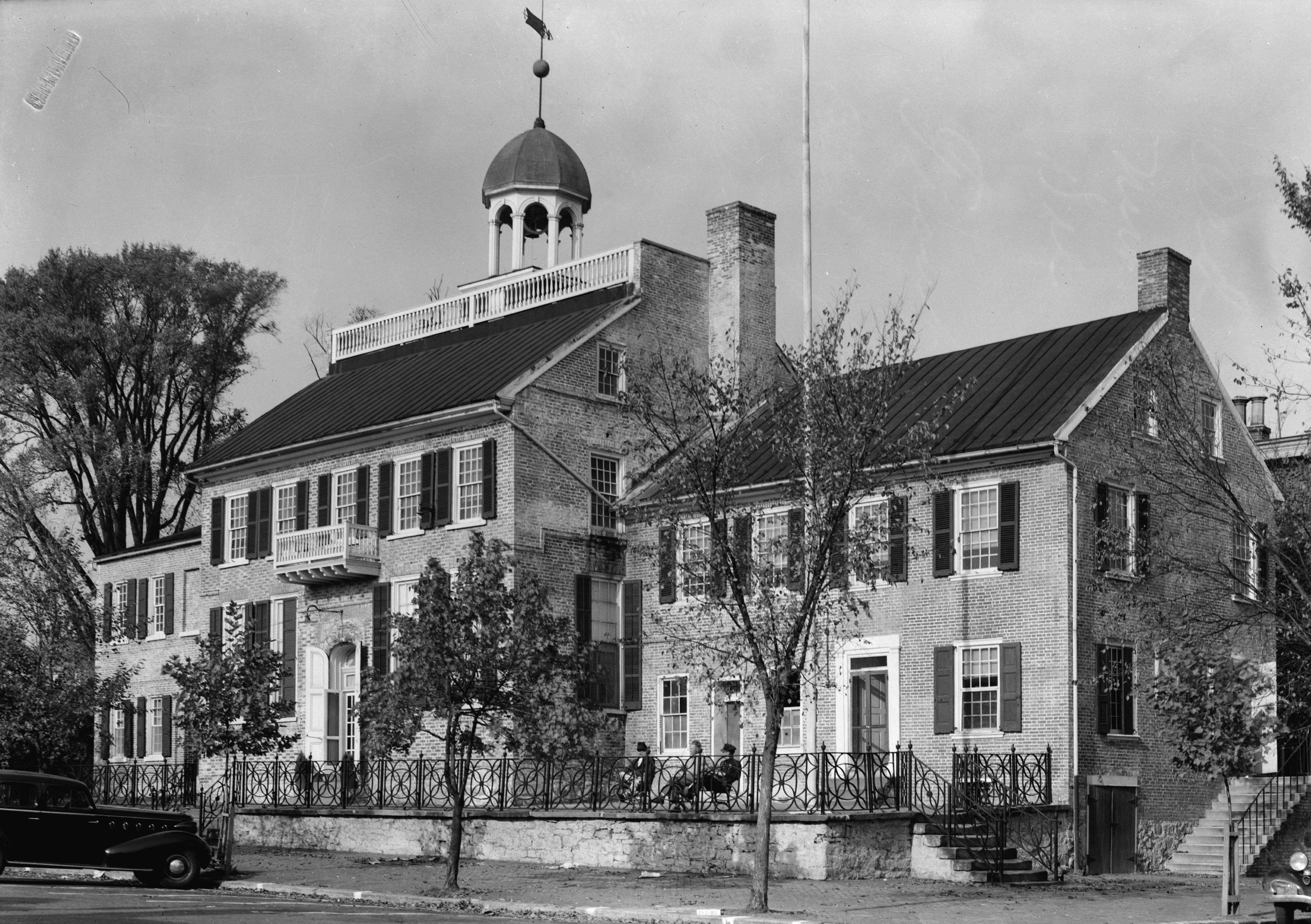
Das Old New Castle County Courthouse in New Castle, seit 1972 im NRHP gelistet

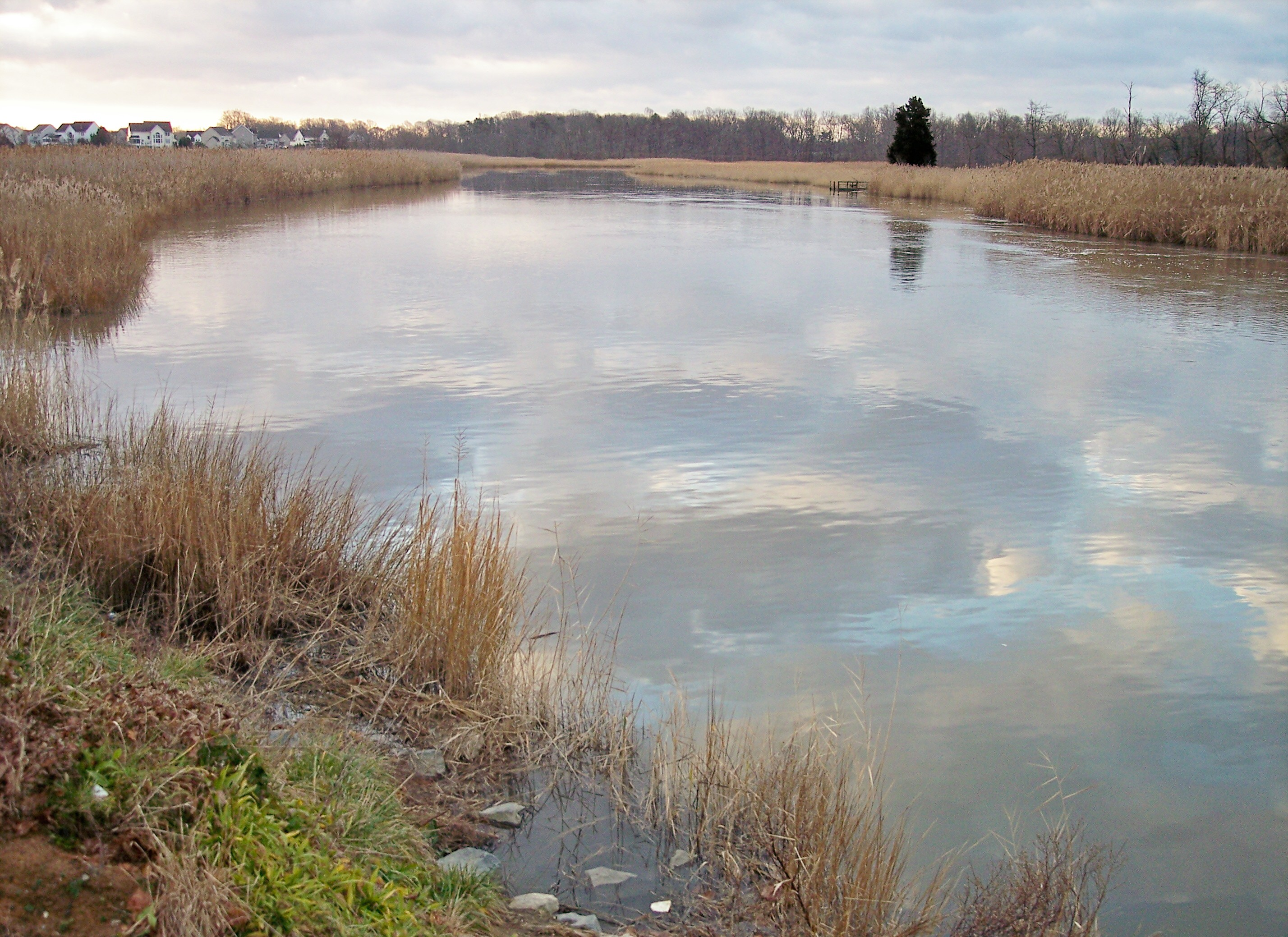
Der Appoquinimink River im Zentrum des New Castle County

Das County liegt im Nordoston der Delmarva-Halbinsel an der Mündung des Delaware River, der im Nordosten und Osten die Grenze zu New Jersey bildet. Im Norden und Nordwesten wird das County durch den Twelve - Mile Circle, einen im Radius von zwölf Meilen um die Stadt New Castle geschlagenen Kreisbogen vom Delaware River bis zur Mason  -  Dixon - Linie, von Pennsylvania getrennt. Im Westen grenzt das County an Maryland.
Das County hat eine Fläche von 1.278 Quadratkilometern, wovon 174 Quadratkilometer Wasserflächen (13,62 %) sind.
An das New Castle County grenzen folgende Countys in Delaware, Pennsylvania, New Jersey und Maryland:
| Chester County (Pennsylvania) | Delaware County (Pennsylvania) | Gloucester County (New Jersey) |
| Cecil County (Maryland)       |                                | Salem County (New Jersey)      |
| Kent County (Maryland)        | Kent County                    |                                |

## Geschichte
Nachdem die Gegend vor allem vom Volk der Lenni Lenape besiedelt war, gründeten schwedische Händler 1638 mit Fort Christina unweit des heutigen Stadtzentrums von Wilmington die erste europäische Siedlung auf dem Gebiet des heutigen New Castle County, von wo aus sich die damaligen Kolonie Neuschweden ausbreitete.
Um eine weitere Ausdehnung der schwedischen Kolonie zu verhindern, errichteten die Holländer 1651 Fort Casimir, das spätere Nieuw Amstel und heutige New Castle. 1655 eroberten die Holländer unter Peter Stuyvesant die schwedische Kolonie.
1664 fiel das gesamte Gebiet an England und wurde ein Teil der Kolonie New York. Am 8. August 1673 wurde das County gegründet, wobei unklar ist, ob die Benennung nach der englischen Stadt Newcastle upon Tyne oder dem Militär und Politiker William Cavendish, 1. Duke of Newcastle erfolgte. 1680 wurde das heutige Kent County (Delaware) abgespalten. Im Jahr 1682 wurde Das Gebiet von der Kolonie New York an die Besitztümer von William Penn abgetreten und 1683 an Pennsylvania angeschlossen. 1704 bekamen die drei unteren Countys, die den heutigen Bundesstaat Delaware bilden, ihr eigenes Parlament und 1710 eine eigene Verwaltung, deren Sitz sich in der Stadt New Castle befand.
Zwei Monate nach der Unabhängigkeitserklärung der USA erfolgte mit der Gründung des Bundesstaates Delaware die vollständige Trennung von Pennsylvania. Während des Amerikanischen Unabhängigkeitskrieges wurde die Hauptstadt von Delaware in das südlich gelegene Dover verlegt.
Nach dem Bürgerkrieg wurde der Verwaltungssitz des New Castle County nach Wilmington verlegt.

## Demografische Daten
Nach der Volkszählung im Jahr 2010 lebten im New Castle County 538.479 Menschen in 198.499 Haushalten. Die Bevölkerungsdichte betrug 487,8 Einwohner pro Quadratkilometer. In den 198.499 Haushalten lebten statistisch je 2,6 Personen.
Ethnisch betrachtet setzte sich die Bevölkerung zusammen aus 65,5 Prozent Weißen, 23,7 Prozent Afroamerikanern, 0,3 Prozent amerikanischen Ureinwohnern, 4,3 Prozent Asiaten sowie aus anderen ethnischen Gruppen; 2,5 Prozent stammten von zwei oder mehr Ethnien ab. Unabhängig von der ethnischen Zugehörigkeit waren 8,7 Prozent der Bevölkerung spanischer oder lateinamerikanischer Abstammung.
23,2 Prozent der Bevölkerung waren unter 18 Jahre alt, 64,5 Prozent waren zwischen 18 und 64 und 12,3 Prozent waren 65 Jahre oder älter. 51,6 Prozent der Bevölkerung war weiblich.

Das jährliche Durchschnittseinkommen eines Haushalts lag bei 62.474 USD. Das Pro-Kopf-Einkommen betrug 31.220 USD. 10,3 Prozent der Einwohner lebten unterhalb der Armutsgrenze.

## Wirtschaft
Die größten Arbeitgeber waren 2023:
| Arbeitgeber                                    | Arbeitnehmer |
| ---------------------------------------------- | ------------ |
| State of Delaware                              | 32.200       |
| JPMorgan Chase                                 | 11.500       |
| Christiana Care Health System                  | 9.994        |
| Amazon                                         | 7.000        |
| Dover Air Force Base                           | 6.156        |
| Bank of America                                | 6.000        |
| Federal Gouvernment                            | 5.900        |
| Perdue Farms                                   | 5.780        |
| Mountaire Farms                                | 5.032        |
| Nemours Alfred I. duPont Hospital for Children | 4.893        |
| University of Delaware                         | 4.746        |
| Walmart                                        | 4.491        |
| Bayhealth                                      | 4.150        |
| W. L. Gore & Associates                        | 3.500        |
| Christina School District                      | 3.300        |
| DuPont de Nemours                              | 2.700        |
| Bebee Healthcare                               | 2.800        |
| Delaware Technical Community College           | 2.600        |
| AstraZeneca                                    | 2.500        |
| Red Clay School District                       | 2.300        |
| New Castle County Government                   | 2.100        |
| Capital One                                    | 1.889        |
| M&T Bank                                       | 1.857        |
| WSFS Bank                                      | 1.838        |
| Indian River School District                   | 1.661        |

## Verkehr

Karte des C&D Canal

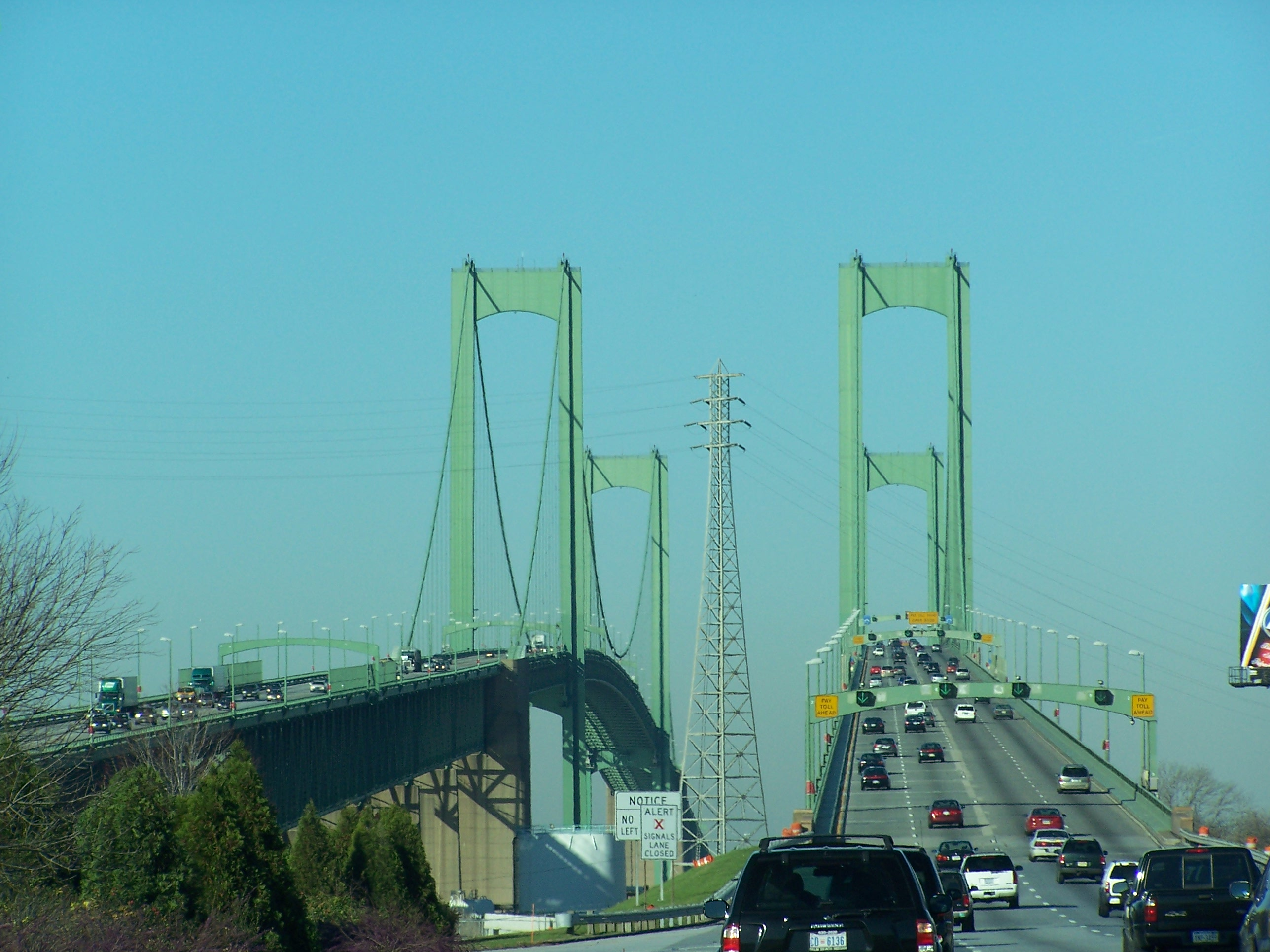
Delaware Memorial Bridge

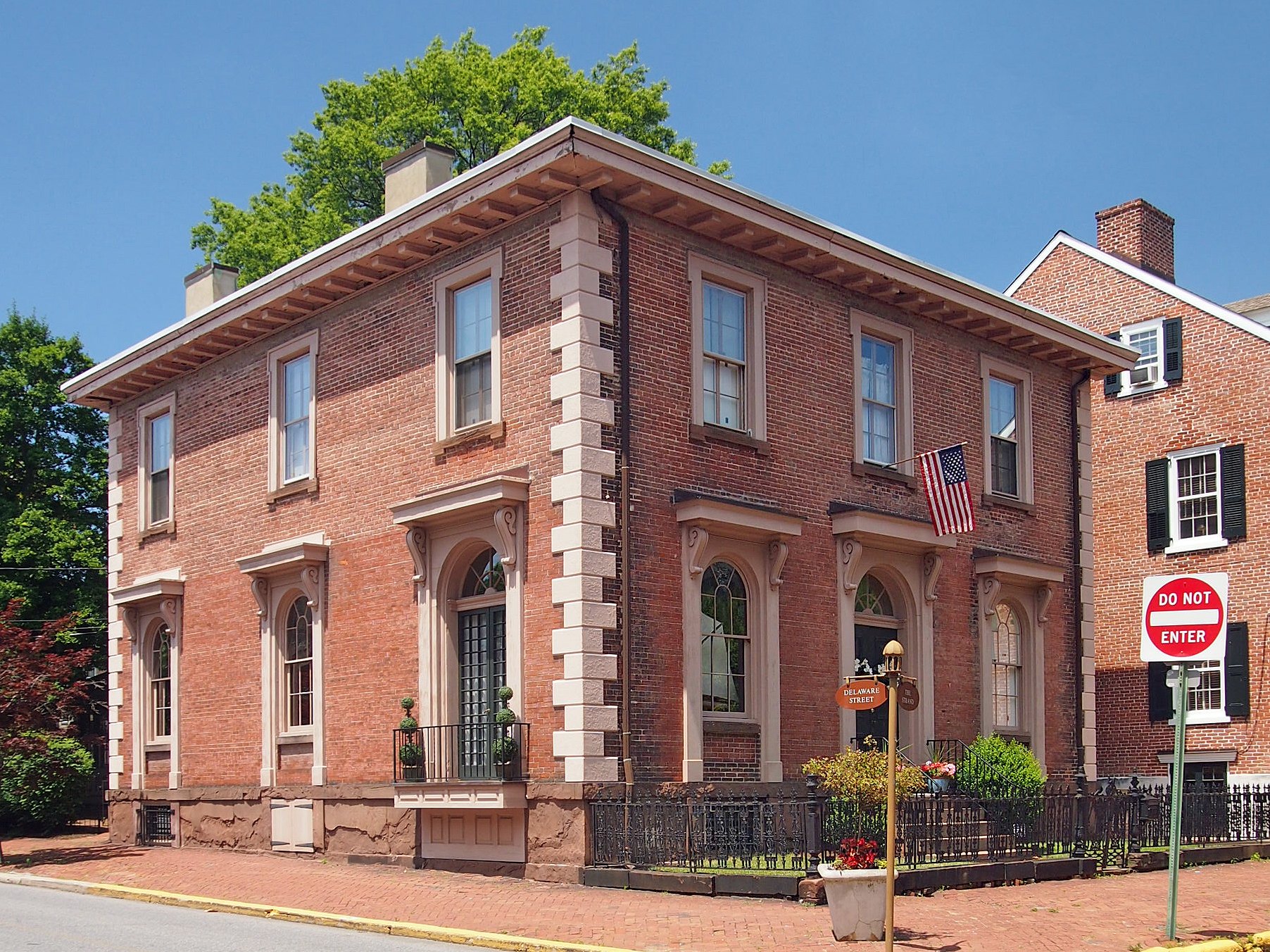
Farmer’s Bank im New Castle Historic District (2016)

222 Bauwerke und Stätten des Countys sind im National Register of Historic Places (NRHP) eingetragen (Stand 11. März 2020) und elf Orte haben den Status eines National Historic Landmarks, darunter die Holy Trinity Church, der New Castle Historic District und das New Castle Court House Museum.
In Wilmington befindet sich ein wichtiger Seehafen. Südlich von Wilmington verläuft der Chesapeake and Delaware Canal (C&D Canal), der eine schiffbare Verbindung zwischen dem Delaware River und der Chesapeake Bay im westlich benachbarten Maryland bildet.
Die Delaware Memorial Bridge ist die einzige Straßenbrücke über den Delaware River von Delaware und New Jersey. Sie führt die Interstate 295 und den U.S. Highway 40 gemeinsam vom New Castle County in die Pennville Township in New Jersey.

Im nördlichen Zentrum des New Castle County, 13,9 km südwestlich von Wilmington, befindet sich der New Castle Airport.

## Orte im New Castle County
| Citys - Delaware City - New Castle - Newark - Wilmington | Towns - Bellefonte - Clayton1 - Elsmere - Middletown | - Newport - Odessa - Smyrna1 - Townsend | Villages - Arden - Ardencroft - Ardentown |

Census-designated places (CDP)
| - Bear - Brookside - Claymont - Edgemoor | - Glasgow - Greenville - Hockessin - North Star | - Pike Creek - Wilmington Manor |

Unincorporated Communities
| - Collins Park - Christiana - Granogue - Holly Oak - Marshallton | - Mill Creek - Minquadale - Montchanin - Ogletown - Port Penn | - Rockland - Saint Georges - Stanton - Winterthur - Wooddale |

1 – teilweise im Kent County

## Gliederung
Das New Castle County ist in 11 Census County Divisions (CCD) eingeteilt:
| CCD                             | Einwohner (2010) | FIPS     |
| ------------------------------- | ---------------- | -------- |
| Brandywine CCD                  | 77.182           | 10-90148 |
| Glasgow CCD                     | 39.748           | 10-91110 |
| Lower Christiana CCD            | 36.558           | 10-91924 |
| Middletown-Odessa CCD           | 52.453           | 10-92072 |
| Newark CCD                      | 68.723           | 10-92738 |
| New Castle CCD                  | 86.227           | 10-92812 |
| Piedmont CCD                    | 29.569           | 10-92960 |
| Pike Creek-Central Kirkwood CCD | 42.016           | 10-93108 |
| Red Lion CCD                    | 8.816            | 10-93256 |
| Upper Christiana CCD            | 26.336           | 10-93848 |
| Wilmington CCD                  | 70.851           | 10-93996 |